# ميلان بيرينديا
ميلان بيرينديا (بالصربية: Milan Perendija)‏ (5 يناير 1986 ببلغراد في إقليم القائد العسكري في صربيا - ) هو لاعب كرة قدم صربي في مركز الدفاع. شارك مع منتخب صربيا تحت 19 سنة لكرة القدم. أما مع النوادي، فقد لعب مع نادي أوتسيلول غالاتسي ونادي بارتيزان ونادي رابوتنيتشكي ونادي فاردار ونادي فودوفاك ‏ وFK Teleoptik ‏ ونادي موردوفيا سارانسك.

## وصلات خارجية
- ميلان بيرينديا على موقع الاتحاد الأوربي (الإنجليزية)
- ميلان بيرينديا على موقع قاعدة بيانات كرة القدم.إي يو (الإنجليزية)
- ميلان بيرينديا على موقع Soccerbase.com (لاعب) (الإنجليزية)
- ميلان بيرينديا على موقع Soccerway.com (الإنجليزية)
- ميلان بيرينديا على موقع عالم كرة القدم.نت (الإنجليزية)